# Robert Emmett O'Connor
Pour les articles homonymes, voir Emmett et O'Connor.
Robert Emmett O'Connor est un acteur américain né le 18 mars 1885 à Milwaukee, Wisconsin (États-Unis), mort le 4 septembre 1962 à Hollywood (Californie).

## Filmographie
- 1919 : Pay Your Dues
- 1920 : Le Royaume de Tulipatan ou Prince malgré lui (His Royal Slyness) de Hal Roach
- 1920 : Greek Meets Greek
- 1920 : Sleepy Head
- 1921 : The Burglars Bold
- 1921 : Pinning It On
- 1921 : Oh, Promise Me
- 1921 : Prince Pistachio
- 1921 : Paint and Powder
- 1921 : Running Wild de Nicholas T. Barrows
- 1921 : The Love Lesson
- 1921 : Hobgoblins
- 1921 : Hurry West
- 1921 : A Straight Crook
- 1921 : On Their Way
- 1921 : The Chink
- 1921 : Sweet By and By
- 1921 : Voyage au paradis (Never Weaken) de Fred C. Newmeyer et Sam Taylor
- 1921 : Late Hours
- 1922 : The Late Lamented
- 1926 : Les Dieux de bronze (Tin Gods) d'Allan Dwan : Second Foreman
- 1927 : The Love of Sunya d'Albert Parker
- 1928 : The Noose de John Francis Dillon : Jim Conley
- 1928 : Dressed to Kill : Detective Gilroy
- 1928 : Four Walls : Sullivan
- 1928 : Le Fou chantant (The Singing Fool) de Lloyd Bacon : Cafe Owner, Bill
- 1928 : L'honneur commande (Freedom of the Press) de George Melford : Boss Maloney
- 1928 : The Booster
- 1929 : Le Torrent fatal (Weary River) : Police Sergeant
- 1929 : Post Mortem
- 1929 : Smiling Irish Eyes : Sir Timothy
- 1929 : L'Île des navires perdus (The Isle of Lost Ships) : Jackson
- 1930 : Noche de duendes
- 1930 : Ladrones
- 1930 : In the Next Room : Tim Morel
- 1930 : Framed : Sergeant Schultze
- 1930 : The Big Fight : Detective
- 1930 : Big House : Police Sgt. Donlin
- 1930 : Une perle rare (Alias French Gertie) de George Archainbaud  : Detective Kelcey
- 1930 : Cœurs impatients (Our Blushing Brides), de Harry Beaumont : Le détective
- 1930 : Shooting Straight : Hagen
- 1930 : Up the River : Warden
- 1930 : Man to Man : Sheriff
- 1930 : Il faut payer (Paid), de Sam Wood : Det. Sgt. Cassidy
- 1931 : The Single Sin : Detective
- 1931 : Three Girls Lost : Detective
- 1931 : L'Ennemi public (The Public Enemy) de William A. Wellman : Paddy Ryan
- 1931 : Up for Murder
- 1931 : Three Who Loved : Police Lieutenant Tom Rooney
- 1931 : The Public Defender : Detective Brady
- 1931 : Fanny Foley Herself : Burns
- 1931 : Reckless Living (en) de Cyril Gardner : Ryan
- 1931 : Pénitencier de femmes (Ladies of the Big House) : Detective Martin French
- 1932 : Two Kinds of Women : Tim Gohagen
- 1932 : Taxi! de Roy Del Ruth : Cop with Jewish Man
- 1932 : Final Edition : Police Lieutenant Daniels
- 1932 : The Big Timer (en) d'Edward Buzzell : Dan Wilson
- 1932 : Play Girl de Ray Enright : Sergent de police
- 1932 : Arm of the Law : Capitaine Blake, Chef des détectives
- 1932 : Cabaret de nuit (Night World) de Hobart Henley : un policier
- 1932 : Week-End Marriage de Thornton Freeland : Police Desk Clerk
- 1932 : The Dark Horse de Alfred E. Green : Sheriff
- 1932 : La Ruée (American Madness) : Inspector
- 1932 : Blessed Event : Jim, Police Detective
- 1932 : Blonde Vénus : Dan O'Connor
- 1932 : Kid d'Espagne (The Kid from Spain) de Leo McCarey : Det. Crawford
- 1932 : Frisco Jenny : Jim Sandoval
- 1933 : Le Fascinateur (The Great Jasper) : Kelly
- 1933 : Masques de cire (Mystery of the Wax Museum) : Joe
- 1933 : Gabriel au-dessus de la Maison-Blanche (Gabriel over the White House) : Corrupt police inspector
- 1933 : Un danger public (Picture Snatcher) de Lloyd Bacon : Lieutenant Casey Nolan
- 1933 : La Revanche du cœur (Bed of Roses) : River Boat Captain Scroggins
- 1933 : Midnight Mary : Charlie, the Cop
- 1933 : Don't Bet on Love : Edward Shelton
- 1933 : The Big Brain : Detective
- 1933 : Grande Dame d'un jour (Lady for a Day) de Frank Capra : Inspector MacCreary
- 1933 : Penthouse : Police Lt. 'Steve' Stevens
- 1933 : Secret Sinners : Policeman
- 1934 : The Big Shakedown de John Francis Dillon : Regan, the Bartender
- 1934 : Tu seras star à Hollywood : Detective Rooney
- 1934 : Return of the Terror (en) d'Howard Bretherton  : Bradley the Detective
- 1934 : A Wicked Woman : Dugan
- 1934 : The Mysterious Mr. Wong : Officer 'Mac' McGillicuddy
- 1935 : Toute la ville en parle (The Whole Town's Talking) de John Ford : Police Lt. Mack
- 1935 : Princess O'Hara : Gillicudy
- 1935 : L'Étoile de minuit (Star of Midnight) : Police Sgt. Cleary
- 1935 : Stolen Harmony : Warden Clark
- 1935 : Let 'em Have It (en) de Sam Wood : Police Captain
- 1935 : Diamond Jim d'A. Edward Sutherland : Brady's Father
- 1935 : Waterfront Lady (en) de Joseph Santley : Police lieutenant
- 1935 : Une nuit à l'opéra (A Night at the Opera) : Henderson
- 1935 : Coronado
- 1935 : White Lies de Leo Bulgakov : Capt. McHenry
- 1935 : The Lone Wolf Returns : Detective Benson
- 1936 : C'était inévitable (It Had to Happen) : Policeman
- 1936 : Le Petit Lord Fauntleroy (Little Lord Fauntleroy) : Mr. O'Brien a Policeman
- 1936 : At Sea Ashore : Immigration Officer
- 1936 : Jail Break : Policier
- 1936 : Kelly the Second : Policier Joe
- 1936 : Sinner Take All : Greenwood
- 1936 : Sing Me a Love Song : Détective
- 1937 : We Who Are About to Die de Christy Cabanne : Détective Mitchell
- 1937 : Girl Overboard de Sidney Salkow : Sergent Hatton
- 1937 : Le Cœur en fête (When You're in Love) : Assistant Immigration Officer
- 1937 : The Crime Nobody Saw : Tim Burke
- 1937 : Sa dernière carte (Her Husband Lies) : Bartender
- 1937 : Park Avenue Logger : Sergent de police
- 1937 : L'Amour à Waikiki (Waikiki Wedding) : Policier
- 1937 : Une étoile est née (A Star Is Born) : Bartender at Santa Anita clubhouse
- 1937 : The Frame-Up : Larry Mann aka John Mench
- 1937 : Le Dernier Train de Madrid (The Last Train from Madrid) : Secret Service Man
- 1937 : New Faces of 1937 : Policeman
- 1937 : Super-Sleuth : Policeman Casey
- 1937 : Trapped by G-Men : Federal Agent Jim
- 1937 : Une nation en marche (Wells Fargo) de Frank Lloyd : Sea Captain
- 1938 : Boy of the Streets : Officer Rourke
- 1938 : Arsène Lupin Returns : Gendarme
- 1938 : Le Professeur Schnock (Professor Beware) d'Elliott Nugent : Cop at estate
- 1938 : La Femme aux cigarettes blondes (Trade Winds) de Tay Garnett
- 1939 : Le Lien sacré (Made for Each Other) : Harry (elevator starter)
- 1939 : Le Châtiment (You Can't Get Away with Murder) : First Detective
- 1939 : Au service de la loi (Sergeant Madden) : Capt. Crane
- 1939 : Streets of New York : Burke
- 1939 : Joe and Ethel Turp Call on the President (it) de Robert B. Sinclair : Pat Donegan
- 1940 : The Lone Wolf Strikes : House detective
- 1940 : Double Alibi : Patrolman Delaney
- 1940 : En route pour Singapour (Road to Singapore) : Immigration officer
- 1940 : I Take This Oath : Police Car Driver
- 1940 : Hot Steel de Christy Cabanne : Police Inspector
- 1940 : A Fugitive from Justice : Detective Murphy
- 1940 : Dance, Girl, Dance de Dorothy Arzner : Plainclothesman at Palais Royale
- 1940 : Finie la comédie (No Time for Comedy) : Desk Sergeant
- 1941 : Tight Shoes d'Albert S. Rogell : Honest John Beebe
- 1941 : Fiesta (en) : Bus driver
- 1942 : Inflation : Joe's Co-worker
- 1942 : Maisie Gets Her Man : Benefit Stage Manager
- 1942 : Jackass Mail : Peter Lawson
- 1942 : Pierre of the Plains : Magistrate Lowry
- 1942 : The Greatest Gift : Brother Xavier
- 1942 : Tish : Game Warden
- 1942 : The Omaha Trail : Oxen Owner
- 1942 : Mighty Lak a Goat : Detective King
- 1942 : La Double Vie d'André Hardy (Andy Hardy's Double Life) : Train Conductor
- 1942 : Tennessee Johnson de William Dieterle : Robinson
- 1943 : Little Miss Pinkerton : Irish policeman
- 1943 : Et la vie continue (The Human Comedy) : Bartender
- 1943 : Harrigan's Kid : Murphy
- 1943 : L'Amour travesti (Slightly Dangerous) : Reporter
- 1943 : Laurel et Hardy chefs d'îlot (Air Raid Wardens) : Charlie Beaugart
- 1943 : Dr. Gillespie's Criminal Case : Samson
- 1943 : Who Killed Who? (en) de Tex Avery : Host
- 1943 : La jeunesse s'amuse (Best Foot Forward) d'Edward Buzzell : Train Conductor
- 1943 : Young Ideas : Train Conductor
- 1943 : Shoe Shine Boy : Bartender
- 1943 : La Bête (Whistling in Brooklyn) de S. Sylvan Simon : Detective Leo Finnigan
- 1944 : Broadway Rhythm de Roy Del Ruth : Stage Manager
- 1944 : Rationing : Sheriff McGuiness
- 1944 : Easy Life : Policeman
- 1944 : Meet the People : Theater Attendant
- 1944 : Barbary Coast Gent (en) de Roy Del Ruth : Joe - Bartender
- 1944 : An American Romance de King Vidor : Open Pit Irish Foreman
- 1944 : Return from Nowhere : Diner Cook
- 1944 : Le Chant du Missouri (Meet Me in St. Louis) : Motorman
- 1944 : Les Cuistots de sa majesté (Nothing But Trouble) : Police Officer
- 1944 : Tendre Symphonie (Music for Millions) : Policeman
- 1944 : Gentle Annie : Childers - Bartender
- 1945 : L'introuvable rentre chez lui (The Thin Man Goes Home) : Baggage Attendant on Train
- 1945 : The Clock : Policeman
- 1945 : A Gun in His Hand : Veteran Policeman Mc Guinnes
- 1945 : Abbott et Costello à Hollywood (Bud Abbott and Lou Costello in Hollywood) : 2d Studio Guard
- 1945 : The Great American Mug
- 1945 : Les Sacrifiés (They Were Expendable) : Silver Dollar bartender
- 1946 : Les Demoiselles Harvey (The Harvey Girls) : Conductor
- 1946 : Up Goes Maisie : Rose Bowl Watchman
- 1946 : The Hoodlum Saint : Police Desk Sergeant
- 1946 : A Letter for Evie : Mr. Clancy
- 1946 : Cuban Pete : Cuban Servant
- 1946 : Boys' Ranch : Druggist
- 1946 : Le Courage de Lassie (Courage of Lassie) : Deputy
- 1946 : La Sagesse de trois vieux fous (Three Wise Fools) : Chief of Police
- 1946 : Lame de fond (Undercurrent) : Stationmaster
- 1946 : La Pluie qui chante (Till the Clouds Roll By) : Ed, the Clerk
- 1946 : Le Vantard (The Show-Off) : Motorman
- 1947 : The Mighty McGurk de John Waters : Bartender
- 1947 : L'Île enchantée (High Barbaree) : Stationmaster
- 1947 : Living in a Big Way : Bailiff
- 1947 : Marchands d'illusions (The Hucksters) de Jack Conway : Doorman
- 1947 : La Danse inachevée (The Unfinished Dance) : Mr. Brown, an Engineer
- 1947 : L'As du cinéma (Merton of the Movies) : Mac
- 1947 : Le Mur des ténèbres (High Wall) de Curtis Bernhardt : Joe the gatekeeper
- 1948 : Alias a Gentleman : Doorman
- 1948 : La mariée est folle (The Bride Goes Wild) : Conducteur
- 1948 : L'Indomptée (B.F.'s Daughter) : Conducteur
- 1948 : Parade de printemps (Easter Parade) de Charles Walters : Policier
- 1948 : Tenth Avenue Angel de Roy Rowland : Mr O'Callen
- 1950 : Boulevard du crépuscule (Sunset Blvd.) de Billy Wilder : Jonesy
- 1950 : Amour et Caméra (Watch the Birdie) de Jack Donohue